# Pachycypha
Pachycypha is een geslacht van libellen (Odonata) uit de familie van de Chlorocyphidae (Juweeljuffers).

## Soorten
Pachycypha omvat 1 soort:
- Pachycypha aurea Lieftinck, 1950